# Passengers (canción de Elton John)
«Passengers» es una canción del músico británico Elton John, de su álbum de estudio Breaking Hearts. Fue lanzado en agosto de 1984 como el segundo sencillo del álbum.
Alcanzó el número cinco en la UK Singles Chart del Reino Unido y llegó al top 10 en Australia, Irlanda y Zimbabue. En Estados Unidos no fue lanzado como sencillo. 

## Información de la canción
Fue compuesta por Elton John, Bernie Taupin y Davey Johnstone. La música de la canción se basó en gran medida en una melodía folclórica sudafricana llamada 'Isonto Lezayone', que fue grabada en 1963 por Phineas Mkhize. El riff de silbato y la melodía del coro se toman prestados de esta pieza, y a Mkhize se le da un crédito de composición de la canción sobre esta base.

## Vídeo musical
Fue dirigido por Simon Milne en Saint-Tropez, Francia. El video contó con un cameo de Bernie Taupin. Los pasajeros eran ciudadanos sudafricanos que eran literalmente pasajeros en un tren, viajando desde tierras desoladas hacia sus trabajos. Turpin captó la idea y simbolizó una ruta hacia la libertad. El mensaje antiapartheid de la canción se refleja bien en el video, donde bailarines con rostros mitad negros y mitad blancos bailan junto a Elton John, quien interpreta a una especie de guía intercultural entre diferentes culturas.

## Posicionamiento en listas
| Lista (1984)                      | Máxima posición |
| --------------------------------- | --------------- |
| Australia (Kent Music Report)     | 9               |
| Irlanda (IRMA)                    | 9               |
| Nueva Zelanda (Recorded Music NZ) | 38              |
| Reino Unido (UK Singles Chart)    | 5               |
| Suiza (Swiss Hitparade)           | 27              |
| Zimbabue (ZIMA)                   | 10              |

## Personal
- Elton John - voz, piano, sintetizador, clavinet
- Davey Johnstone - guitarra acústica, coros
- Dee Murray - bajo, coros
- Nigel Olsson - batería, coros